# Zhangshu
Zhangshu (en chino, 樟树市; pinyin, Zhāngshù shì) es un municipio bajo la administración directa de la Prefectura Yichun en la provincia de Jiangxi, República Popular China. Su área es de 1289 km² y su población total para 2018 superó los 600 mil habitantes.

## Administración
El municipio de Zhangshu se divide en 19 pueblos que se administran en 5 subdistritos, 10 poblados y 4 villas.